# Sorgenti d'oro
Sorgenti d'oro (High, Wide and Handsome) è un film del 1937 diretto da Rouben Mamoulian e interpretato da Irene Dunne e Randolph Scott.

## Trama
Pennsylvania, 1859. Sally Watterson e suo padre sono due imbonitori costretti a fermarsi in una piccola città dopo che il loro carrozzone-abitazione è andato distrutto in un incendio. Vengono accolti dalla signora Cortlandt e da suo nipote Peter, che dopo aver scoperto un giacimento petrolifero sta cercando di creare un oleodotto usando apparecchi di propria invenzione. Sally e Peter presto si innamorano e si sposano, ma il giacimento inizia ad attirare affaristi e profittatori e la battaglia che Peter intraprende per difendere i propri diritti rischia di mandare all'aria il matrimonio.

## Produzione
Le riprese cominciarono il 6 gennaio 1937 a Chino in California, nella Contea di San Bernardino, con la presenza di oltre 3000 comparse. Secondo quanto riportato all'epoca da The Hollywood Reporter, a metà gennaio la troupe fu costretta ad abbandonare la location a causa di un'epidemia d'influenza e del fumo dei candelotti fumogeni presenti nei frutteti circostanti. La lavorazione riprese i primi di febbraio, quando furono girate alcune scene aggiuntive da Mitchell Leisen, sebbene il regista non risulti accreditato. Il resto del film fu girato nei Paramount Studios di Hollywood e le riprese terminarono nel maggio 1937.

## Distribuzione
La première di Sorgenti d'oro si tenne al cinema Astor Theater di New York il 21 luglio 1937.
Nel 1987 è stato proiettato alla 37ª edizione del Festival di Berlino, in una retrospettiva dedicata a Rouben Mamoulian.

### Date di uscita
- USA (High, Wide and Handsome) - 21 luglio 1937
- Finlandia (Kultainen unelma) - 24 ottobre 1937
- Svezia (Svart guld) - 27 ottobre 1937
- Paesi Bassi (Vloeibaar goud) - 3 dicembre 1937
- Francia (La furie de l'or noir) - 13 gennaio 1938
- Danimarca (Livet i flammer) - 15 gennaio 1938
- Belgio (La furie de l'or noir) - 21 gennaio 1938
- Portogallo (A Fúria do Oiro Negro) - 2 marzo 1938
- Ungheria (Asszony a viharban) - 7 aprile 1938
- Spagna (La furia del oro negro) - 26 febbraio 1945

## Critica
Sul New York Times, Frank S. Nugent giudicò il film «uno spettacolo sontuosamente prodotto, grandioso e melodioso... tra i migliori della stagione», mentre Russell Maloney scrisse su The New Yorker che «la gestione della storia da parte di Mamoulian lascia a desiderare... ma l'effetto generale del film è piacevole». Più critica fu la rivista Variety, che riscontrò «troppo sentimentalismo hollywoodiano», ritenendo che il film «vacilla man mano che va avanti e finisce in un caos melodrammatico di scazzottate, malvagità e imbrogli che sa di cinema seriale».

## Colonna sonora
Nel film sono presenti i seguenti brani, scritti da Jerome Kern e Oscar Hammerstein II:
- High, Wild and Handsome, Can I Forget You? e The Folks, Who Live On the Hill, eseguite da Irene Dunne
- The Things I Want, eseguita da Dorothy Lamour
- Allegheny Al, eseguita da Irene Dunne e Dorothy Lamour
- Will You Marry Me Tomorrow, Maria?, eseguita da William Frawley